# الزمن الحقيقي
يميز مصطلح الزمن الحقيقي أو الوقت الفعلي تشغيل أنظمة تكنولوجيا المعلومات التي يمكنها تقديم نتائج معينة بشكل موثوق خلال فترة زمنية محددة مسبقًا، على سبيل المثال في شبكة زمنية ثابتة.
تقدم تطبيقات الزمن الحقيقي رد فعل أو استجابة لحدث خارجي بطريقة قابلة للتنبؤ بتأخيرها الزمني. تحتاج الكثير من تطبيقات الزمن الحقيقي لقوة حساب عالية السرعة، كما تغطي الكثير مدى واسع من المهمات مع الاختلاف بالاعتماديات الزمنية.
إن مفهوم الحدود الزمنية له مفهوم مختلف في كل تطبيق، فمايمكن أن يُعتبر سريعاً في تطبيق معين يمكن أن يُعتبر بطيئاً في آخر.
فمثلاً، يحتاج مركز تحكم محرك السيارة لجمع البيانات وعوامل المحرك كل مايكروثانية، بينما الفيزيائي المراقب للضغط الجوي يحتاج أن يحدث المعلومات كل عدة دقائق، على أي حال، فان نجاح التطبيقان يعتمد على متطلبات الزمن المعرفة سابقاً الخاصة بالتطبيق.

## مفهوم التنبأ
إن مفهوم التنبأ (بالإنجليزية: predictability)‏يمكن أن يختلف حسب نوعية حقل العمل، ولكن في تطبيقات الزمن الحقيقي تعني أن العملية أو مجموعة من العمليات يمكن دائماً أن تَتم في حد زمني معين معرف مسبقاً. واعتماداً على هذا التعريف، فان التطبيق الغير متنباً بحدوده الزمنية مسبقاً يمكن أن يسبب خسارة في المعلومات، تأخير في الحدود الزمنية لانهاء المنتج، أو حتى خسارة المنتج. تتضمن تطبيقات الزمن الحقيقي : مراكز تحكم العمليات، مصنع مؤتمت بواسطة الروبوتات، محاكيات محركات السيارة التي توضع تحت الاختبار، معالجة الصور الخ ....

## تطبيقات الزمن الحقيقي القاسية
تتطلب تطبيقات الزمن الحقيقي القاسية استجابة للأحداث ضمن حدود زمنية معينة معرفة مسبقاً حتى يعمل التطبيق. فاذا فشل التطبيق القاسي بتحقيق الحدود الزمنية فشل التطبيق ككل. وبما أن التطبيق يحتاج سرعة في الاستجابة فمن الممكن أن لا تكون دقة النتيجة مركز الاهتمام، فمثلاً توجيه قذيفة إلى منطقة معينة هو تطبيق زمن حقيقي قاسي، فان أي تأخير في حساب المعطيات يمكن أن يؤدي إلى كارثة، مع العلم أنه من الممكن أن تسقط القذيفة في مكان قريب ضمن مدى خطأ معقول.

## تطبيقات الزمن الحقيقي المرنة
بعض هذه التطبيقات يمكن أن يعالج كميات كبيرة من البيانات أو يتطلب زمن سريع في الحسابات. ويمكن أن تكون النقطة الاساسية هنا هي الدقة الأكيدة في الحسابات . فمثلاً نظام حجز الطيران هو تطبيق لين، فيمكن أن يوجد بعض التأخير ولكن الخطأ في النتيجة غير مقبول.